# تپه پهلوکوه
تپه پهلوکوه در شهرستان ازنا، بخش مرکزی، دهستان سیلاخور شرقی، ۱/۵ کیلومتری شرق روستای دربند واقع شده و این اثر در تاریخ ۲۸ اسفند ۱۳۸۵ با شمارهٔ ثبت ۱۸۳۲۳ به‌عنوان یکی از آثار ملی ایران به ثبت رسیده است.